# 曽根史朗
曽根 史朗（そね しろう、1930年3月1日 - ）は、日本の歌手。歌手協会常任理事。代表曲は『若いお巡りさん』など。旧芸名は曽根史郎（曾根史郎）。

## 経歴
- 1947年　作曲家の江口夜詩に師事。
- 1953年　文化放送の「東京歌謡列車」でプリンス東京に選ばれ、半年間出演。
- 1954年　ポリドールから『雪之丞変化の唄』で歌手デビュー。
- 1955年　ビクターレコードに移籍。
- 1956年　『若いお巡りさん』が歴史的な大ヒット。同年、同曲でNHK紅白歌合戦に初出場。紅白歌合戦には4回連続出場している（詳細は下記参照）。
- 2008年　第50回日本レコード大賞で功労賞を受賞。

卒寿を迎えた現在も現役で歌手活動を続けている。

## 若いお巡りさん
「若いお巡りさん」（わかいおまわりさん）は、曽根史朗の楽曲。1956年4月発売。作詞：井田誠一、作曲：利根一郎。第7回NHK紅白歌合戦で歌唱された。

### 歌碑
高尾山薬王院境内。1999年建立。※作詞の井田が八王子出身のため。

### 映画
1956年11月14日公開。日活。監督：森永健次郎、出演：名和宏、安部徹、宍戸錠、中川晴彦、曽根史朗、他。

## 主なディスコグラフィー
- 「雪之上変化の唄」(1954)
- 「花のロマンス航路」(1955)
- 「若い職長さん」(1955)
- 「雨とひとり者」(1955)
- 「天城悲歌」(1956)
- 「夕焼け地蔵さん」(1956)
- 「若いお巡りさん」(1956)
- 「若いサラリーマン」(1957)
- 「ジョッキで乾杯」(1957)
- 「帰る故郷もない俺さ」(1957)
- 「マドロス兄弟」(with 三浦洸一。1955)
- 「淡路の千鳥」(1955)
- 「看板娘の花子さん」(1957)
- 「白いジープのパトロール」(1958)
- 「初めての出航」(1958)
- 「ギッチラ舟唄」(1959)
- 「僕の東京地図」(1959)
- 「離れ小島のお巡りさん」(with ブラック・キャッツ。1960)
- 「赤胴鈴之助」(with ビクター児童合唱団。1957)
- 「鳴門秘帖の唄」

## NHK紅白歌合戦出場歴
| 1956年（昭和31年）/第7回 | 若いお巡りさん   | 大津美子 |
| 1957年（昭和32年）/第8回 | 看板娘の花子さん | 楠トシエ |
| 1958年（昭和33年）/第9回 | 初めての出航     | 松山恵子 |
| 1959年（昭和34年）/第10回 | 僕の東京地図     | 荒井恵子 |
| - この4回の出場すべて、ラジオ中継による音声が現存する。 - 第8回と第9回は歌唱中の写真も現存する。 - 第10回は2009年4月29日放送のNHK-FM『今日は一日“戦後歌謡”三昧』の中で、曽根の歌を含め全編の音声が再放送された（音声はモノラル）。 |                  |          |

## 主な映画出演
- 陽気な天国（1955年、日活）
- 若いお巡りさん（1956年、日活）
- 白いジープのパトロール（1958年、大映）

## 主なテレビ番組出演
- 金曜メガTV「私の心の歌 思い出のヒットパレードPART2」（フジテレビ、1997年3月14日）
- 「巣鴨バラエティ座」（TOKYO MX、2007年）
- 「思い出の歌全58曲 懐かしの昭和メロディ」（テレビ東京、2009年8月14日）
- 「NHK歌謡コンサート」（NHK総合、2009年10月20日）
- 「懐かしの昭和メロディ」（テレビ東京、2011年1月14日、収録は2010年12月28日）
- 「木曜8時のコンサート〜名曲!にっぽんの歌〜」（テレビ東京、2012年11月8日）
- 「第45回年忘れにっぽんの歌」（テレビ東京、2012年12月31日）
- 「第46回年忘れにっぽんの歌」（テレビ東京、2013年12月31日）

## その他の出演
- 「第37回日本歌手協会歌謡祭」[4]（2010年10月27日、ゆうぽうと）
- 「東日本大震災被災地支援チャリティーライブ VOL1」（2011年4月5日、古賀政男音楽博物館けやきホール）
- 「第38回日本歌手協会歌謡祭」（2011年11月10日、ゆうぽうと）
- 「秋の歌謡フェスティバル」[5]（2012年10月11日、ゆうぽうと）
- 「日本歌手協会創立50周年記念　第40回歌謡祭」[6]（2013年11月21日、ゆうぽうと）